# Stele della vittoria di Esarhaddon
La Stele della vittoria di Esarhaddon (anche noto come Zenjirli o Zincirli) è una stele di dolerite che celebra il ritorno di Esarhaddon dopo la sua seconda campagna vittoriosa sul faraone Taharqa d'Egitto nel 671 a.C. Fu scoperta nel 1888 a Zincirli Höyük (Sam'al, o Yadiya) da Felix von Luschan e Robert Koldewey. Ora è nel Pergamon Museum di Berlino.

## Contesto
Nel 674 a.C., Taharqa d'Egitto ed Esarhaddon d'Assiria si erano affrontati una prima volta dopo l'incursione assira nel Levante: Esarhaddon era penetrato nel nord dell'Egitto ma era stato respinto dalle forze di Taharqa.
La seconda campagna assira del 671 a.C. arrise invece ad Esarhaddon che costrinse Taharqa a ritirarsi con il suo esercito a Menfi e poi a fuggire nel natio Kush. Con la vittoria di Esarhaddon: "massacrò gli abitanti del villaggio e 'eresse mucchi delle loro teste". Come scrisse in seguito Esarhaddon:
(Stele della vittoria di Esarhaddon)

## Descrizione
La stele mostra Esarhaddon in piedi sulla sinistra in posa onorifica. Ha una mazza da guerra nella mano sinistra, insieme a una corda che termina in un anello che passa per le labbra dei due re conquistati inginocchiati davanti a lui. La sua mano destra si rivolge agli dei. Scritti cuneiformi coprono l'intera scena del bassorilievo.

L'identità del supplicante alla destra di Esarhaddon è ancora oggetto di dibattito: potrebbe essere il re di Tiro Baal I, menzionato nel Trattato di Esarhaddon con Ba'al di Tiro, o il re di Sidone Abdi-Milkutti. La figura inginocchiata tra i due è il principe Ushankhuru di Kush con una corda legata al collo; altri ritengono potrebbe essere lo stesso Faraone Taharqa poiché indossa la tiara dell'ureo precipua del sovrano egizio.

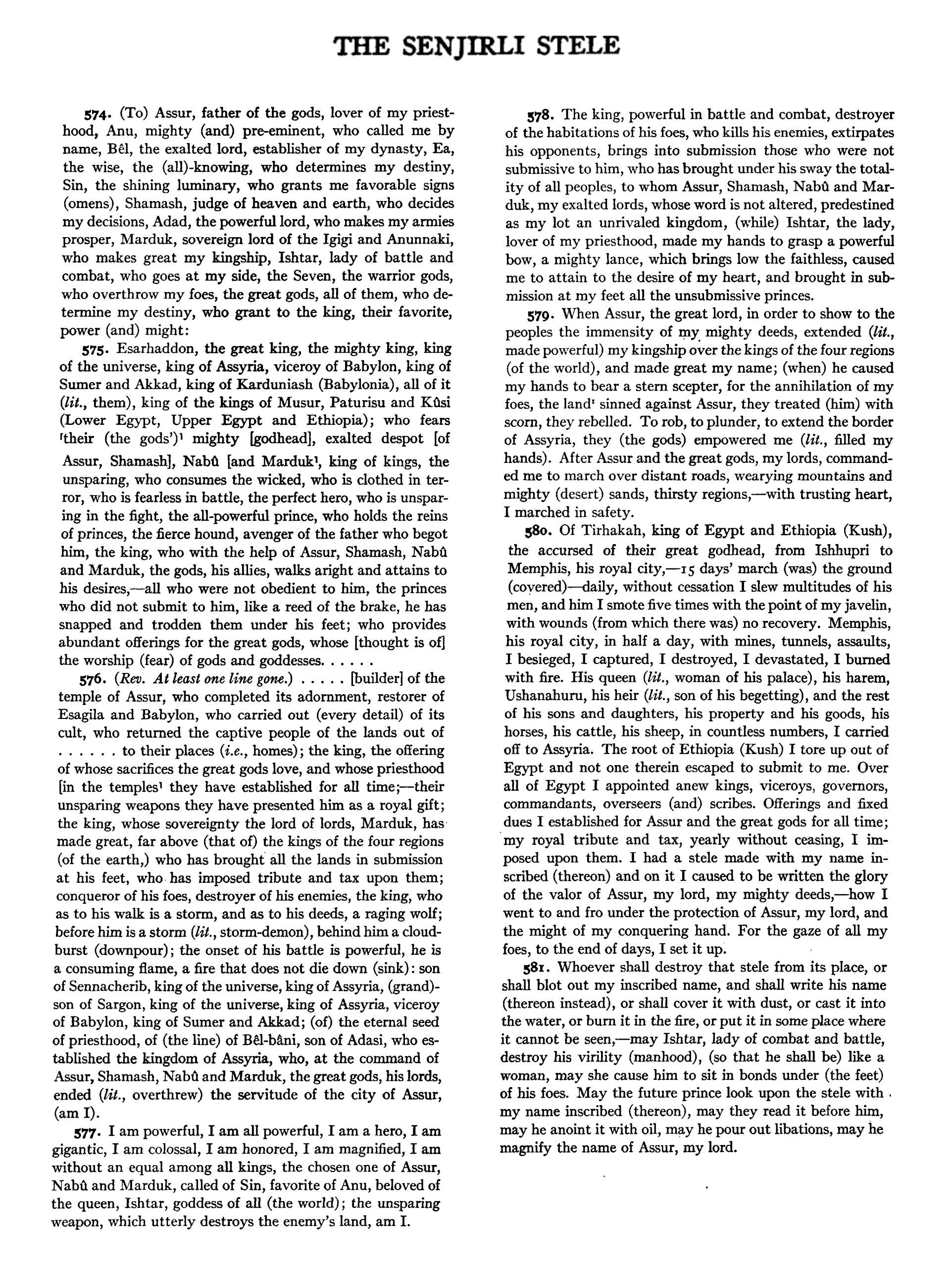
The Senjirli Victory Stele of Esarhaddon (traduzione inglese)
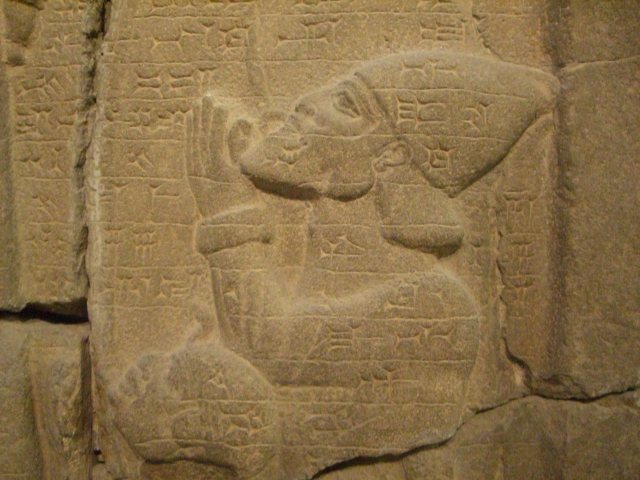
Primo piano del sovrano supplicante
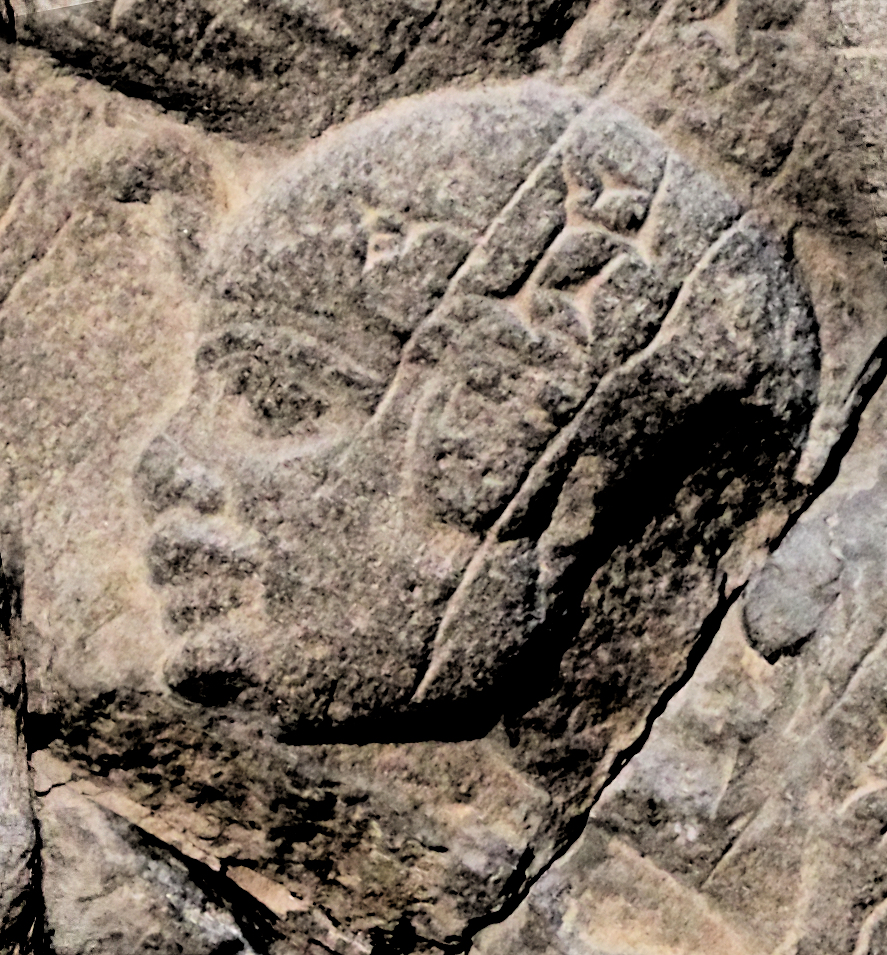
Ushankhuru, il figlio prigioniero di Taharqa, come raffigurato dagli Assiri sulla stele della Vittoria di Esarhaddon